# Pete Carril
Peter Joseph Carril (Bethlehem, Pennsilvània, EUA 10 de juliol de 1930 - 15 d'agost de 2022) fou un jugador i després entrenador de bàsquet, a més de professor estatunidenc a la Universitat de Princeton durant 29 anys. Durant dotze anys fou entrenador ajudant als Sacramento Kings de la NBA.
Carril era fill d'immigrants espanyols que van provar fortuna a la indústria de l'acer de Pennsilvània. Carril va néixer amb el nom de Pedro José Carrillo, com s'encarregava de recordar a les retransmissions televisives de la NBA Andrés Montes.
Va ser nominat i ingressà com a membre del Hall of fame l'any 1997.
Aquest mes d'agost 2022 va morir a conseqüència d'una dolència cardíaca a l'edat de 92 anys.